# Cidaroidea (onderklasse)
De Cidaroidea zijn een onderklasse van de zee-egels (klasse Echinoidea).

## Ordes
- Cidaroida Claus, 1880